# 양태영
양태영(梁泰榮, 1980년 7월 8일~)은 대한민국의 체조 선수이다. 종교는 개신교(장로교)이며, 1991년 창천초등학교 시절 체조를 처음 시작한 그는 성산중학교와 서울체육고등학교, 한국체육대학교를 거쳐 1999년에 국가대표로 발탁됐다. 2003년 첫 출전한 세계 대회인 미국 세계체조선수권대회 예선 개인종합 예선 3위에 오르며 뛰어난 기량을 뽐냈지만 예선탈락한 동료들이 2003년 하계 유니버시아드 출전 차 모두 조기 귀국하고 조성민과 단 둘이 남아 경기를 치른 탓에 주눅이 들어 제 실력을 펼치지 못해 결승에서는 12위에 그쳤다. 결승에서 메달권 진입에 실패하고 급히 돌아와 출전한 2003년 하계 유니버시아드 대회에서 4개의 금메달을 목에 걸며 국제종합대회 첫 4관왕이라는 기록을 남겼다.
2004년 하계 올림픽 체조 남자 개인종합에서 동메달을 땄다. 현재는 은퇴하여 국가대표팀 코치 역할을 맡고 있다.

## 학력
- 서울창천초등학교
- 성산중학교
- 서울체육고등학교
- 한국체육대학교 학사
- 한국체육대학교 대학원 석사

## 2004년 하계 올림픽 체조 부문 심판 오심 사건
2004년 8월 18일 체조 남자 개인종합 5번째 종목인 평행봉에서 출발점수가 10점짜리인 연기를 펼쳤는데 심판이 이를 잘못 적용해 9.9부터 점수를 매기는 오류를 범했다. 이에 대해 국제체조경기연맹(FIG)은 8월 20일 대한민국이 오류에 대해 이의를 제기한 것과 관련해 “오심을 인정한다”고 밝혔다. 그러나 국제 스포츠 중재재판소(CAS)는 10월 21일 한국시간 오후10시 스위스 로잔 재판소 본부에서 심리를 열고 오심으로 잘못된 올림픽 남자 기계체조 개인종합 경기결과를 바로 잡아달라며 국제체조연맹에 제기한 소청사건에 대해 기각 결정을 내렸다. 국제 스포츠 중재재판소는 대한올림픽위원회에 보낸 결정문에서 "양태영 측이 제 시간 안에 이의를 제기하지 않았기 때문에 한국 선수단이 제기한 소청을 받아들일 수 없다"며 기각 결정 이유를 밝혔다. 이후 국제체조연맹(FIG)이 오랜 시간 고수해 온 '10점 만점제'를 2006년부터 폐지하고 종목별 상한선이 없는 현 점수 체제로 바꿨다.

## 수상기록
- 2003년 하계 유니버시아드 단체1위, 개인종합1위
- 2003년 체조세계선수권 단체6위, 개인종합12위
- 2004년 하계 올림픽 체조 남자 개인종합 동메달